# Ragged Old Flag
Ragged Old Flag è il venticinquesimo album in studio dell'artista country statunitense Johnny Cash, pubblicato nel 1974 dalla Columbia Records. 

## Il disco
L'album affronta varie tematiche politiche ed etiche, in modo non dissimibile da altri dischi di Cash. La title track, l'unico singolo estratto dall'album, è un brano recitato che esalta il patriottismo contrapponendolo al contemporaneo scandalo Watergate. Don't Go Near the Water parla di un altro scottante tema politico dell'epoca, l'ecologia. Tutti i brani sull'album sono opera di Johnny Cash, tranne I'm a Worried Man da lui composta insieme alla moglie June Carter Cash.

## Tracce
Tutte le tracce sono di Johnny Cash, tranne dove indicato.
1. Ragged Old Flag – 3:08
2. Don't Go Near the Water – 2:52
3. All I Do is Drive – 2:10
4. Southern Comfort – 2:10
5. King of the Hill – 2:44
6. Pie in the Sky – 2:27
7. Lonesome to the Bone – 2:41
8. While I've Got It on My Mind – 2:20
9. Good Morning, Friend – 2:05
10. I'm a Worried Man (Johnny Cash, June Carter Cash) – 2:10
11. Please Don't Let Me Out – 2:42
12. What on Earth Will You Do (for Heaven's Sake) – 2:08

## Formazione
- Johnny Cash - voce, chitarra
- Carl Perkins, Bob Wootton, Ray Edenton - chitarre
- Marshall Grant - basso
- W.S. Holland - batteria
- Larry McCoy - piano
- Earl Scruggs - banjo
- The Oak Ridge Boys - cori